# George Lott
George Lott (16 de octubre de 1906-2 de diciembre de 1991) fue un jugador de tenis estadounidense que se destacó a finales de los años 20 y comienzos de los años 30, siendo considerado uno de los más grandes jugadores de dobles de todos los tiempos, consiguiendo 8 títulos de Grand Slam en esa especialidad.

## Torneos de Grand Slam

### Finalista Individuales (1)
| Año  | Torneo                            | Oponente en la final | Resultado       |
| 1931 | US National Singles Championships | Ellsworth Vines      | 9-7 3-6 7-9 5-7 |

### Campeón Dobles (8)
| Año  | Torneo                            | Pareja         | Oponentes en la final           | Resultado             |
| 1928 | US National Doubles Championships | John Hennessey | Gerald Patterson John Hawkes    | 6-2 6-1 6-2           |
| 1929 | US National Doubles Championships | John Doeg      | Berkeley Bell Lewis White       | 10-8 1-6 6-4 6-1      |
| 1930 | US National Doubles Championships | John Doeg      | Wilmer Allison John Van Ryn     | 8-6 6-3 3-6 13-15 6-4 |
| 1931 | Campeonato Francés                | John Van Ryn   | Norman Farquharson Vernon Kirby | 6-4 6-3 6-4           |
| 1931 | Wimbledon                         | John Van Ryn   | Jacques Brugnon Henri Cochet    | 6-2 10-8 9-11 3-6 6-3 |
| 1933 | US National Doubles Championships | Lester Stoefen | Frank Parker Francis Shields    | 11-13 9-7 9-7 6-3     |
| 1934 | Wimbledon                         | Lester Stoefen | Jean Borotra Jacques Brugnon    | 6-2 6-3 6-4           |
| 1934 | US National Doubles Championships | Lester Stoefen | Wilmer Allison John Van Ryn     | 6-4 9-7 3-6 6-4       |

### Finalista Dobles (1)
| Año  | Torneo    | Pareja    | Oponentes en la final       | Resultado   |
| 1930 | Wimbledon | John Doeg | Wilmer Allison John Van Ryn | 3-6 3-6 2-6 |